# Baba Novac
Starina Novak (Старинa Новак (Starina Novak) in serbo e Baba Novac in romeno; Poreci, 1520 circa – Cluj-Napoca, 5 febbraio 1601) fu un ribelle di Timoc che si distinse nelle lotte contro i turchi nella seconda metà del XVI secolo. Viene celebrato come un eroe nazionale dai Serbi ed è parimenti rispettato dai Romeni.

## Biografia
Novac nacque da una famiglia povera nel villaggio di Poreč/Poreci (somerso e trasferito a Donji Milanovac), nella regione di Timoc, su di un'isola nel Danubio.
I suoi guai con le autorità ottomane cominciarono quando era ancora un ragazzo: come ammenda per un crimine, i turchi gli strapparono i denti. Il suo soprannome "Vecchio Novak" deriva appunto dalla mutilazione subita. Novac fuggì di casa e si diede alla macchia; raggiunse la Craina e qui apprese l'uso delle armi e la tattica militare dai banditi Hajduk. Formò presto una sua banda di briganti (una četa) e cominciò una lotta senza quartiere contro i turchi. Le sue capacità e la sua personalità carismatica ne fecero presto un condottiero dal seguito numeroso.
Allo scoppio della Lunga Guerra, Novac si portò nel Banato con 2000 hajduk serbi ed unì le sue forze a quelle del voivoda Michele il Coraggioso per liberare la Valacchia dagli ottomani. Michele riconobbe a Novac il titolo di capitano e si servì di lui a Călugăreni e nella liberazione di Târgoviște, Bucarest e Giurgiu (ottobre 1595). Novac si portò quindi in Bulgaria, partecipando alle operazioni presso Sofia: la sua fama di abile comandante crebbe enormemente quando riuscì a cogliere di sorpresa una colonna di turchi in marcia, razziando le loro salmerie con una forza di soli 700 uomini. Al comando di una truppa di 1500 soldati liberò Plevna.
Nel 1598 l'esercito di Novac, arricchitosi di volontari bulgari oltre che serbi, si ricongiunse con il grosso delle forze del voivoda Michele (16.000 uomini). Insieme, Michele e Novac liberarono Plevna, Rahovo, Vratsa, Vidin e Florentin. Nel 1599 Novak si scontrò con le forze di Bordj Mako presso Ploești. Nel 1600 Novac tornò nel Banato salvo poi ricongiungersi con Michele per la Battaglia di Mirăslău contro i ribelli transilvani supportati dal generale asburgico Giorgio Basta. Dopo la sconfitta a Mirăslău, Novak seguì Michele a Praga, ove il voivoda valacco rinegoziò la sua alleanza con l'imperatore Rodolfo II d'Asburgo per rientrare in possesso del suo trono e del trono transilvano.
Preoccupati dei successi di Novac e Michele, gli Asburgo avevano però ormai deciso di sbarazzarsi di loro.
Accusato di tradimento da Basta, Novac venne catturato e poi consegnato ai turchi che lo condannarono al rogo. Il 5 febbraio 1601, Novac venne giustiziato a Cluj dalle forze d'occupazione ungherese: bruciò sul rogo per oltre un'ora (il corpo venne tenuto bagnato per prolungare il supplizio), poi venne impalato e lasciato in pasto ai corvi. Con Novac vennero giustiziati anche altri due capitani dell'esercito valacco ed alcuni preti Sassoni.
Il voivoda Michele scoprì la sorte di Novac solo in agosto, quando passò da Cluj, poco prima che Basta lo facesse assassinare dai suoi mercenari valloni presso Câmpia Turzii.
Novac è oggi ricordato come un eroe nazionale serbo nel poema "Starina Novak e Knez Bogosav". Viene anche citato in racconti del folklore romeno. Gli è stata dedicata una torre nella città di Cluj.